# Sunny Girl
Sunny Girl, skriven av Benny Andersson, är en sång som Hep Stars spelade in 1966. Samma år släpptes den på Hootenanny Singers album Många ansikten/Many Faces och utkom även på Telstars inspelning på svenska, "Fröken Sunny Girl".
Hep Stars version gick 1966 även in på Tio i topp. samt på Kvällstoppen och den 9 oktober samma år fick Telstars in sin version på Svensktoppens tionde plats, innan låten lämnade listan veckan därpå. Hep Stars nådde även framgång utanför Sverige med "Sunny Girl". Låten blev en hitsingel i både Norge och Finland, och 1968 blev den också en smärre hit i Nederländerna.

## Listplaceringar
| Lista (1966-1968) | Position         |
| ----------------- | ---------------- |
| Finland           | 10               |
| Nederländerna     | 4                |
| Norge             | 4                |
| Sverige           | 1 (Kvällstoppen) |
| Sverige           | 1 (Tio i topp)   |

### Fotnoter
1. ↑  ”Svensk mediedatabas”. http://smdb.kb.se/catalog/id/001464679. Läst 17 juli 2011.
2. ↑  ”Svensk mediedatabas”. http://smdb.kb.se/catalog/id/001447755. Läst 17 juli 2011.
3. ↑  ”Tio i topp”. Arkiverad från originalet den 30 augusti 2010. https://web.archive.org/web/20100830142155/http://hem.passagen.se/sandgren/d5.htm. Läst 17 juli 2011.
4. ↑  ”Kvällstoppen”. 1966-1969. http://www.hitsallertijden.nl/charts/swedish%20charts/SwedishCharts%200366-0969.pdf. Läst 17 juli 2011.
5. ↑  ”Svensktoppen”. 26 februari 1966. http://sverigesradio.se/Diverse/AppData/Isidor/files/2023/3464.txt. Läst 17 juli 2011.
6. ↑  ”Listplacering”. http://suomenlistalevyt.blogspot.com/2015/08/los-lon.html. Läst 1 maj 2021.
7. ↑  ”Listplacering”. https://dutchcharts.nl/showitem.asp?interpret=The+Hep+Stars&titel=Sunny+Girl&cat=s. Läst 1 maj 2021.
8. ↑  ”Listplacering”. https://norwegiancharts.com/showitem.asp?interpret=The+Hep+Stars&titel=Sunny+Girl&cat=s. Läst 1 maj 2021.
9. ↑  Hallberg, Eric (1993). Kvällstoppen i P3 (1:a uppl.). ISBN 91-630-2140-4
10. ↑  Hallberg, Eric (1998). Tio i topp - med de utslagna på försök 1961-74 (1:a uppl.). ISBN 91-972712-5-X